# فرهنگستان ایران
فرهنگستان ایران نهادی بود که در ۲۹ اردیبهشت ۱۳۱۴ برای اصلاح زبان و خط فارسی به فرمان رضاشاه تأسیس شد و تا سال ۱۳۳۳ فعالیت کرد. «فرهنگستان ایران» را فرهنگستان اول نیز نامیده‌اند.
وزارت معارف و اوقاف و صنایع مستظرفه اساس‌نامهٔ فرهنگستان را در شانزده مادّه تنظیم کرد که به تصویب هیئت وزرا رسید. در ۲۹ اردیبهشت ۱۳۱۴، رضاشاه فرمان تشکیل فرهنگستان ایران را صادر کرد. وظایف فرهنگستان، طبق اساس‌نامه، عبارت بود از: «ترتیب فرهنگ به قصد رد و قبول لغات و اصطلاحات در زبان فارسی، اختیار الفاظ و اصطلاحات در هر رشته از رشته‌های زندگانی، پیراستن زبان فارسی از الفاظ نامتناسب خارجی، تهیهٔ دستور زبان، جمع‌آوری لغات و اصطلاحات پیشه‌وران و صنعت‌گران و الفاظ و اصطلاحات قدیمی و اشعار و امثال و قصص و نوادر و ترانه‌ها و آهنگ‌های ولایتی، هدایت افکار به حقیقت ادبیات و چگونگی نظم و نثر، تشویق شعرا و نویسندگان در ایجاد شاهکارهای ادبی، تألیف و ترجمهٔ کتب سودمند و مطالعه و اصلاح خط فارسی»

## آغاز به کار
نخستین جلسهٔ فرهنگستان روز دوشنبه ۱۲ خرداد ۱۳۱۴ در عمارت سابق دانشکده حقوق به ریاست محمدعلی فروغی (ذکاءالملک) نخست‌وزیر وقت تشکیل شد و تا شهریور ۱۳۲۰ به مدت شش سال به فعّالیت پرداخت. در این مدت طرح‌های تازه‌ای در زمینهٔ زبان و ادبیات ریخته شد و شماری اصطلاحات فنی و علمی به‌وسیلهٔ فرهنگستان برگزیده و رواج داده شد که مجموعه‌ای از آن به نام «واژه‌های نو» انتشار یافت. کتاب نخستین فرهنگستان ایران از جواد مهدویان روایتی مستند از چگونگی شکل‌گیری این تشکیلات می‌باشد.

## وظایف
وظایف فرهنگستان طبق اساسنامه عبارت بود از «ترتیب فرهنگ به قصد رد و قبول لغات و اصطلاحات در زبان فارسی، اختیار الفاظ و اصطلاحات در هر رشته از رشته‌های زندگانی، پیراستن زبان فارسی از الفاظ نامتناسب خارجی، تهیه دستور زبان، جمع‌آوری لغات و اصطلاحات پیشه وران و صنعتگران و الفاظ و اصطلاحات قدیمی و اشعار و امثال و قصص و نوادر و ترانه‌ها و آهنگهای ولایتی، هدایت افکار به حقیقت ادبیات و چگونگی نظم و نثر، تشویق شعرا و نویسندگان در ایجاد شاهکارهای ادبی، تألیف و ترجمه کتب سودمند و مطالعه و اصلاح خط فارسی».

## فعالیت‌ها
بیشتر کوشش فرهنگستان صرف انتخاب معادل برای اصطلاح‌ها و واژگان خارجی شد. تأسیس انجمن ادبی فرهنگستان به ریاست محمّدتقی بهار و تشکیل کمیسیون‌های زبان‌شناسی، باستان‌شناسی، قواعد و دستور زبان، تئاتر، موسیقی و ترانه‌ها نیز از جمله فعالیت‌های دیگر این دوره بوده است. از دیگر فعالیت‌های مهم فرهنگستان می‌توان به موارد زیر اشاره کرد:

### بازبینی در اصطلاحات علمی
فرهنگستان ایران، در بهمن ۱۳۱۵ نظام‌نامه‌ای برای «بازبینی در اصطلاحات علمی» تصویب و در آن راه و روش و ضوابط معادل‌یابی را تعیین کرد. عملکرد فرهنگستان در این حوزه موفقیت‌آمیز و نتایج مصوبات آن از اقبال عمومی خوبی برخوردار شد. اما برخی اعضای برجسته آن، چون اعتقادی به واژه‌سازی نداشتند، نیازی به فعالیت پی‌گیر احساس نکردند. کمیسیون‌هایی نیز که برای تهیه فرهنگ و دستور زبان و مطالعه در اصطلاح‌های جغرافیایی و نشر متون قدیم در آن تشکیل یافت، دستاورد قابل توجهی نداشت. رفته‌رفته فرهنگستان اول دچار رکود شد و موقتاً در ۱۳۱۷ به مدت یک هفته منحل گردید، و پس از بازگشایی مجدد تا ۱۳۲۰ به ریاست اسماعیل مرآت فعالیت داشت.
از ۱۳۲۰ تا ۱۳۳۲، کار زبان‌پیرایی و واژه‌سازی فرهنگستان متوقف شد و فعالیت آن سازمان بیشتر جنبه ادبی و تحقیقی داشت. فرهنگستان ایران در سال ۱۳۳۳ رسماً تعطیل شد. از عملکردهای این فرهنگستان، به تصویب رساندن ۲۰۰۰ واژه تا سال ۱۳۲۰ بود.

### نامه فرهنگستان
نامه فرهنگستان در سال ۱۳۲۲ منتشر شد. از این نشریه، به سردبیری حبیب یغمایی، در سال اول چهار شماره، در سال دوم (۱۳۲۴) دو شماره، در سال سوم دو شماره، در سال چهارم یک شماره و در سال پنجم (۱۳۲۶) یک شماره منتشر شد.

## اعضای فرهنگستان

### ریاست فرهنگستان
ریاست فرهنگستان، به ترتیب، بر عهدهٔ این اشخاص بود: محمدعلی فروغی (اردیبهشت ۱۳۱۴)، حسن وثوق (آذر ۱۳۱۴)، علی‌اصغر حکمت (اردیبهشت ۱۳۱۷)، اسماعیل مرآت (مرداد ۱۳۱۷)، عیسی صدیق (مهر ۱۳۲۰)، بار دیگر محمدعلی فروغی (آذر ۱۳۲۰) و حسین سمیعی (ادیب‌السلطنه) (۱۳۲۱).

### اعضای پیوسته
اعضای پیوسته فرهنگستان عبارت بودند از: محمّدتقی بهار، علی‌اکبر دهخدا، محمدعلی فروغی، ابوالحسن فروغی، سعید نفیسی، سید نصرالله تقوی، صادق رضازاده شفق، بدیع‌الزمان فروزانفر، علی‌اصغر حکمت، عبدالعظیم قریب، حسین گل‌گلاب، رشید یاسمی، غلامحسین رهنما، ادیب‌السلطنه سمیعی، عیسی صدیق، کاظم عصار، فاطمی، قاسم غنی، ابراهیم پورداوود، عباس اقبال آشتیانی، محمد حجازی، محمد قزوینی، محمد تدین، مسعود کیهان، جلال همایی، غلامعلی رعدی آذرخشی، احمد بهمنیار، حسنعلی مستشار، سرهنگ مقتدر، مصطفی عدل، علی‌اکبر سیاسی، محمود حسابی.

### اعضای وابسته
اعضای وابستهٔ فرهنگستان عبارت بودند از: محمدعلی جمال‌زاده، فخر ادهم، آرتور کریستنسن (دانمارک)، هانری ماسه (فرانسه)، یان ریپکا (چکسلواکی)، منصور بیک فهمی، علی بیک الجارم، محمد رفعت پاشا (مصر)، آرتور پوپ (آمریکا)، اقبال لاهوری (پاکستان)، ربتس وپولووسکی (روسیه)، رینولد نیکلسون (انگلستان)، هادی حسن و محمد حسین هیکل (مصر).

### گروه‌ها
گروه‌های فرهنگستان ایران عبارت بودند از: گروه لغت، گروه دستور، گروه اصطلاحات پیشه، گروه کتب قدیم، گروه اصطلاحات ولایتی، گروه راهنما، گروه خط. بعد از مدتی این گروه‌های هفت‌گانه به گروه‌های شش‌گانه زیر تغییر یافت: گروه فرهنگ فارسی و واژه‌گزینی و گردآوری واژه‌ها، گروه دستور زبان، گروه جغرافیا، گروه دستور، گروه لغت، گروه کتب قدیم.

## فرهنگستان‌های پسین
- فرهنگستان زبان ایران
- فرهنگستان زبان و ادب فارسی